# Chlidonias niger

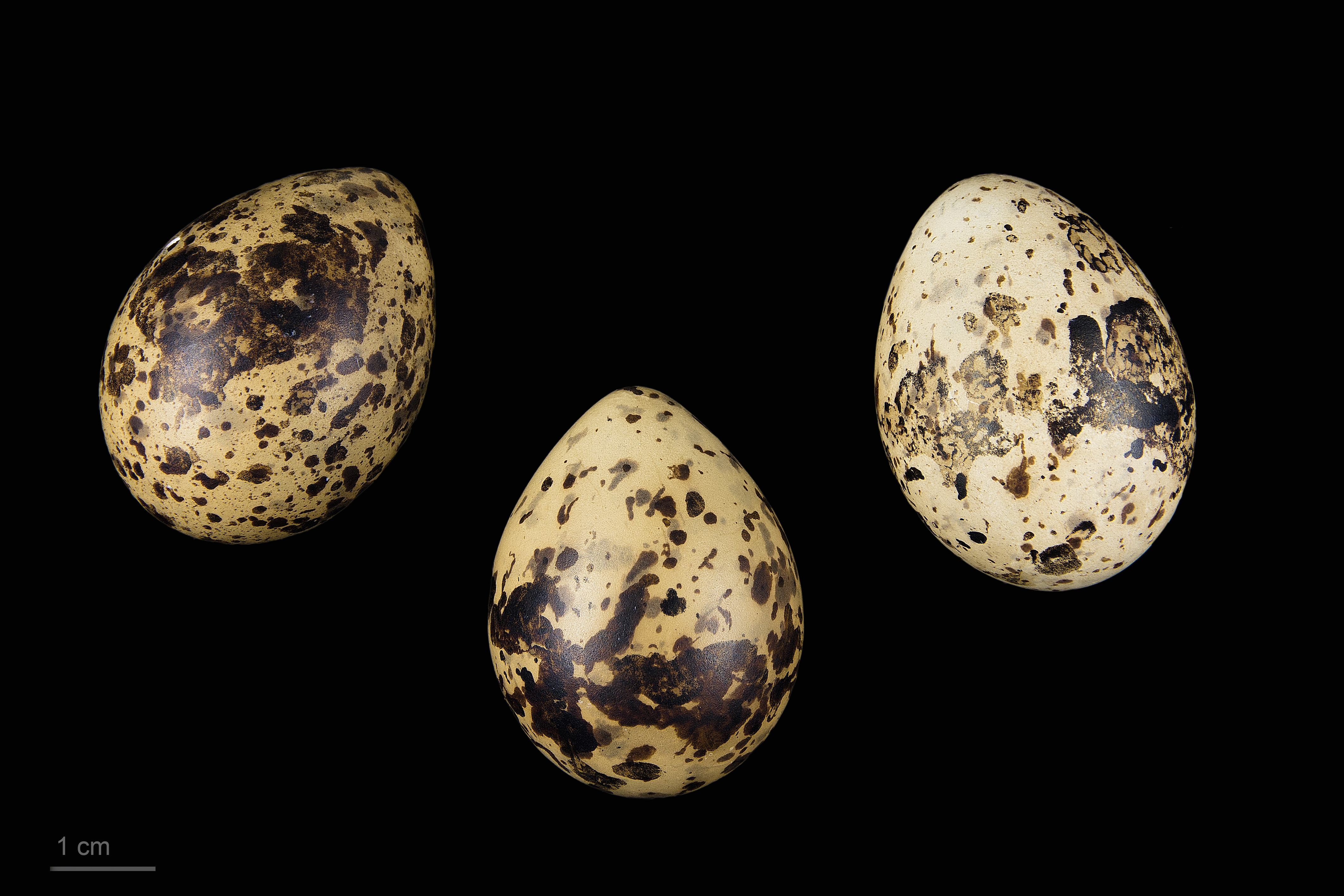
Chlidonias niger niger

Chlidonias niger là một loài chim trong họ Laridae.

## Hình ảnh

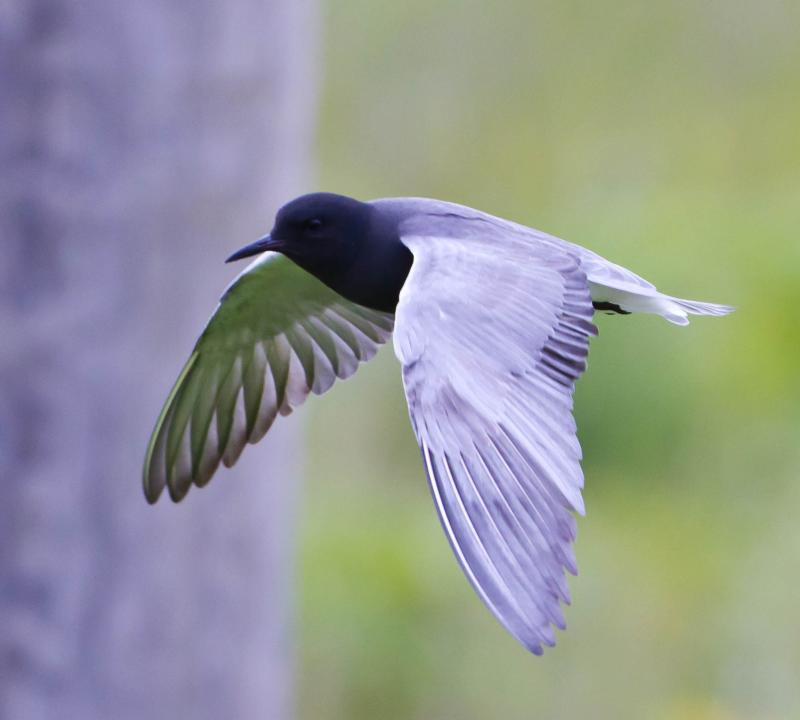
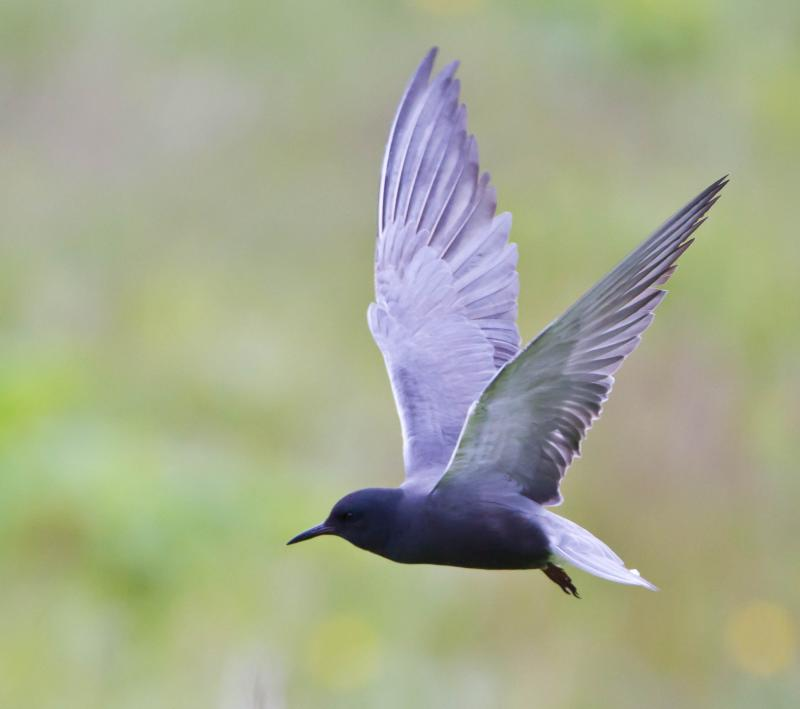